# Kurt Berkner
Kurt Berkner (* 9. August 1907 in Stollberg/Erzgeb.; † 23. Februar 1938 in Aachen) war Mitglied der Merksteiner Gruppe und starb nach Folter in nationalsozialistischer Untersuchungshaft.

## Leben
Kurt Berkner kam als Kind nach Merkstein und besuchte dort von 1914 bis 1921 die vom Eschweiler Bergwerksverein neuerrichtete Schule (heute das Bürgerhaus Merkstein). 
Später schloss er sich der Merksteiner Gruppe an, die sich im Juli 1934 gebildet hatte und für das von dem ehemaligen SPD-Reichstagsabgeordneten Gustav Ferl in Brüssel geleitete Grenzsekretariat 23 der Sopade arbeitete. Vom 15. bis 17. Februar 1938 wurde neben zahlreichen Mitgliedern der Gruppe auch Berkner verhaftet. Bei Verhören im Aachener Polizeipräsidium unterzog man ihn der Folter; er starb wenige Tage darauf noch in der dortigen Untersuchungshaft.

## Kurt-Berkner-Plakette
Zur Erinnerung an Kurt Berkner wurde nach dem Zweiten Weltkrieg bis etwa 1970 die Kurt-Berkner-Plakette vergeben. Ausgezeichnet wurden Widerstandskämpfer gegen den Nationalsozialismus aus der Region um Merkstein.

## Ehrungen
Nach Kurt Berkner ist in Herzogenrath-Merkstein eine Straße benannt.